# 斯托尼克里克 (紐約州)
斯托尼克里克（英語：Stony Creek）是一個位於美國紐約州沃倫縣的鎮。

## 人口
根據2020年美國人口普查的數據，斯托尼克里克的面積為215.50平方千米，當中陸地面積為212.80平方千米，而水域面積為2.70平方千米。當地共有人口758人，而人口密度為每平方千米4人。